# Giusy Devinu
Giusy Devinu, all'anagrafe Giuseppina (Cagliari, 11 maggio 1960 – Cagliari, 2 maggio 2007), è stata un soprano italiano.
Interprete - nel registro di soprano - di numerose opere liriche, si è esibita in alcuni importanti teatri, quali La Scala, La Fenice e il Théâtre du Châtelet. Vincitrice di concorsi internazionali, ha cantato in opere del repertorio del melodramma italiano ottocentesco, da Rossini, a Donizetti, a Verdi, a Bellini, a Puccini.

## Biografia
Diplomata al Conservatorio "Pierluigi da Palestrina" di Cagliari in pianoforte e canto, con il massimo dei voti, ha iniziato giovanissima la sua carriera di cantante soprano ed ha ben presto occupato un ruolo importante nel panorama lirico internazionale.
Sposata col basso Francesco Musinu, ha condiviso con lui anche il palcoscenico.
Ha tenuto per anni in gran riserbo la malattia che l'ha colpita ancora giovane e all'apice del suo successo.

## La carriera

### Gli esordi
Risultata vincitrice  del concorso Teatro lirico sperimentale "Adriano Belli", debutta al Teatro Nuovo "Gian Carlo Menotti" di Spoleto, il 6 ottobre 1982, nel ruolo di Violetta ne La traviata di Giuseppe Verdi, per la regia di Marco Parodi e la direzione di Carlo Frajese, riscuotendo un grande consenso di pubblico, mentre, il 28 dicembre successivo, nell'Auditorium del Conservatorio "G. Pierluigi da Palestrina", riveste il ruolo del paggio Oscar in Un ballo in maschera, anch'esso di Giuseppe Verdi, sotto la direzione di Nino Bonavolontà.

### Il successo
Il ruolo di Violetta è sicuramente a lei molto congeniale: la sua voce e la tecnica acquisita le permettono di passare dal soprano agile e leggero nel I atto a quello lirico nel II, per finire con quello tragico del finale.
Interpreta Violetta con rara maestria, svariate volte nel corso della sua carriera (almeno 32 volte) in teatri nazionali ed internazionali, quali la Scala di Milano, la Fenice di Venezia, l'Opera di Roma, il Théâtre du Châtelet di Parigi (nel 1993, diretta da Antonio Pappano), il San Carlo di Napoli.
Sempre diretta da Bonavolontà, all'Auditorium della sua città (con il nuovo teatro in costruzione, è qui che vengono allestiti gli spettacoli), il 30 novembre del 1984 interpreta Musetta nella Bohème di Puccini.
Nel 1985 e 1987 è al Comunale dell'Opera di Genova.
Nel novembre 1987 ha il ruolo di Amina ne La sonnambula di Bellini, diretta da Alberto Peyretti, al Conservatorio di Cagliari. Nella stagione 1987-1988 è al Teatro Massimo di Palermo, al Teatro lirico di Cagliari e al Teatro San Carlo di Napoli.
Nel dicembre del 1988 interpreta al Teatro Rossini di Lugo, Briseide nell'Achille di Paer diretto da Tito Gotti.
Nel novembre 1989 è nuovamente a Cagliari nel ruolo di Norina nel Don Pasquale di Donizetti, diretto da Massimo de Bernart.
Nell'agosto 1989 ricopre il ruolo di Berenice in L'occasione fa il ladro di Rossini.
Il 12 luglio del 1991, a Cagliari, interpreta il ruolo di Violetta ne La traviata, diretta da Carlo Franci.
A partire da quest'anno tiene puntualmente al Conservatorio di Cagliari, in forma gratuita, un Master Class  per giovani cantanti; il corso è organizzato dal Lions.
Nell'aprile del 1992, è Violetta alla Scala, diretta da Riccardo Muti, con Roberto Alagna e Juan Pons.
Quando il 2 settembre del 1993, dopo 25 anni di lavori, Cagliari può riappropriarsi del suo Teatro, a Giusy Devinu e al contralto Bernadette Manca di Nissa, altra grande cantante lirica cagliaritana, viene affidato il compito di inaugurare il nuovo Teatro Comunale di Cagliari. Sotto la direzione di Thomas Sanderling va in scena la Messa di Gloria di Rossini.
Il 23 aprile del 1994 è sempre Violetta al Politeama Garibaldi di Palermo, diretta da Angelo Campori, con la regia di Sandro Sequi; il tenore Salvatore Fisichella interpreta Alfredo; il baritono Paolo Coni Giorgio Germont si contano dodici rappresentazioni.
Al Teatro La Fenice di Venezia, nel 1996, è ancora Amina ne La Sonnambula.
Sempre nella stessa stagione è al Teatro Ventidio Basso di Ascoli Piceno nel ruolo di Mimì nella Bohème pucciniana.
Nel 1997 è alla Scala di Milano a cantare Donizetti (in sostituzione di June Anderson).
Ormai, ad ogni sua presenza riscuote un gran successo di pubblico e di critica.
Nella stagione lirica 1998-99 è al Teatro Regio di Torino ad interpretare Liù nella Turandot di Puccini ed ancora in Maria Stuarda di Donizetti, anche qui con un cast d'eccezione.
Il 30 gennaio 1999 al PalaFenice di Venezia interpreta Maria di Rohan di Donizetti, direttore Gianluigi Gelmetti, regia Giorgio Barberio Corsetti.
Nel maggio del 2000 interpreta Donna Elvira nel Don Giovanni di Wolfgang Amadeus Mozart sotto la direzione di Gerard Kostern e la regia di Giorgio Strehler. È la sua ultima apparizione al Teatro Comunale di Cagliari.
Sempre nello stesso anno è ancora al Regio torinese nel ruolo di Liù, la giovane schiava nella Turandot, con l'orchestra e il coro del Teatro Regio.
È presente il 1º dicembre 2003 al Rossini Opera Festival in L'occasione fa il ladro con l'Orchestra Sinfonica della RAI di Torino.
Nel luglio del 2005, pur segnata dalla malattia e con la collaborazione di Marcella De Osma, cura  Adelson e Salvini, il dramma semiserio in due atti del giovane Bellini, per la messa in scena degli allievi del Conservatorio di Cagliari.
Del 26 aprile 2006 è la sua interpretazione in I Capuleti e i Montecchi di Bellini, con l'Orchestra sinfonica e Coro del Teatro San Carlo di Napoli.
Si spegne nella sua città natale, il 2 maggio 2007, a soli 47 anni d'età, tra il cordoglio di quanti l'hanno apprezzata come artista.

## Incisioni (elenco parziale)
- I Capuleti e i Montecchi di Bellini, Napoli, 7 marzo 1995, direzione di Angelo Campori, inciso per la Fonit (Warner)
- Il Campiello di Wolf Ferrari, live recording, Trieste 1992, direzione di Nikša Bareza, inciso per la Ricordi (Warner)

## Premi alla carriera
- La Navicella
- Loggionisti della Scala

## Premio alla memoria
Il baritono Paolo Coni, direttore artistico del Teatro Guardassoni di Bologna, qualche giorno dopo la scomparsa di Giusy Devinu, ha istituito un Premio alla sua memoria per un finalista del Concorso lirico internazionale Città di Bologna, assegnato al mezzosoprano Paola Cacciatori. Il concorso ha visto più di cento iscritti appartenenti a diciotto diverse nazioni. Nel 2013, con la direzione artistica del soprano Cinzia Forte, in occasione della settima edizione del Concorso il premio è stato riproposto e assegnato al soprano Claudia Pavone.
Il 21 giugno 2015, in occasione della Festa Europea della Musica, il comune di Cagliari, oltre ad averle dedicato tutta la giornata, le ha intitolato l'Arena sita all'interno del Parco della Musica e fronte al Teatro Lirico , teatro inaugurato da lei stessa nel settembre del 1993

## Equivoci sulla nazionalità
Nel resoconto stenografico della seduta di lunedì 14 maggio 1990 alla Camera dei Deputati, X legislatura, viene riportata una interpellanza sulle "misure a tutela degli artisti italiani", primi firmatari On. Francesco Servello e Alfredo Pazzaglia, avvocato cagliaritano.
A questo fa seguito un «elenco di nominativi di artisti stranieri, ... , scritturati per la stagione 1987-1988 da teatri ed enti lirici italiani, senza visto di lavoro rilasciato dal competente ufficio e in violazione delle norme limitative previste dalla legge; ...».
Il nome di Giusy Devinu compare fra gli artisti stranieri scritturati dal Teatro Massimo di Palermo, Teatro lirico di Cagliari, Teatro San Carlo di Napoli.
Il Ministro per il turismo e lo spettacolo, Carlo Tognoli, risponde: «... non ci sono violazioni dell'articolo 18 della legge n. [sic] 800 del 1967: si precisa che la cantanta [sic] Giusy Devinu è di [sic] nazionalità italiana, malgrado il suo cognome.».